# 107-й меридіан західної довготи
107-й меридіан західної довготи — лінія довготи, що лежить на 107 градусів західніше Гринвіцького меридіана. Вона проходить від Північного полюса через Північний Льодовитий океан, Північну Америку, Тихий океан, Південний океан та Антарктиду до Південного полюса.
107-й меридіан західної довготи формує велике коло разом із 73-тім меридіаном східної довготи.

## Список географічних об'єктів, що перетинає 107° зх. д.
Починаючи на Північному полюсі та рухаючись до Південного полюса, 107-й меридіан західної довготи проходить через:
| Координати                                                   | Країна, територія або море | Примітки                                                                          |
| ------------------------------------------------------------ | -------------------------- | --------------------------------------------------------------------------------- |
| 90°0′ пн. ш. 107°0′ зх. д. / 90.000° пн. ш. 107.000° зх. д.  | Північний Льодовитий океан |                                                                                   |
| 77°45′ пн. ш. 107°0′ зх. д. / 77.750° пн. ш. 107.000° зх. д. | Протока Баям-Мартін[en]    |                                                                                   |
| 75°54′ пн. ш. 107°0′ зх. д. / 75.900° пн. ш. 107.000° зх. д. | Канада                     | Нунавут — проходить через острів Мелвілл                                          |
| 74°55′ пн. ш. 107°0′ зх. д. / 74.917° пн. ш. 107.000° зх. д. | Протока Паррі              | Протока Віконта Мелвілла — проходить західніше острова Стефансон, Нунавут, Канада |
| 73°18′ пн. ш. 107°0′ зх. д. / 73.300° пн. ш. 107.000° зх. д. | Канада                     | Нунавут — проходить через острів Вікторія                                         |
| 69°12′ пн. ш. 107°0′ зх. д. / 69.200° пн. ш. 107.000° зх. д. | Протока Діз                |                                                                                   |
| 68°46′ пн. ш. 107°0′ зх. д. / 68.767° пн. ш. 107.000° зх. д. | Канада                     | Нунавут Північно-Західні території Саскачеван                                     |
| 49°0′ пн. ш. 107°0′ зх. д. / 49.000° пн. ш. 107.000° зх. д.  | США                        | Монтана Вайомінг Колорадо Нью-Мексико                                             |
| 31°47′ пн. ш. 107°0′ зх. д. / 31.783° пн. ш. 107.000° зх. д. | Мексика                    | Чіуауа Дуранго Сіналоа                                                            |
| 23°56′ пн. ш. 107°0′ зх. д. / 23.933° пн. ш. 107.000° зх. д. | Тихий океан                |                                                                                   |
| 60°0′ пд. ш. 107°0′ зх. д. / 60.000° пд. ш. 107.000° зх. д.  | Південний океан            |                                                                                   |
| 74°47′ пд. ш. 107°0′ зх. д. / 74.783° пд. ш. 107.000° зх. д. | Антарктида                 | Проходить через Землю Мері Берд, на яку жодна країна не претендує                 |